# Río Bogotá
Pour les articles homonymes, voir Bogota (homonymie).
Le río Bogotá, également appelé río Funza, est une rivière de Colombie et un affluent du río Magdalena,.

## Géographie
Le río Bogotá prend sa source dans la cordillère Orientale, au niveau de la municipalité de Villapinzón, à 3 330 m d'altitude, dans le département de Cundinamarca, près de la limite avec le département de Boyacá. 
Il coule ensuite vers le sud-ouest, parcourt 150 km dans la savane de Bogota avant de passer près de la ville de Bogota puis rejoint le río Magdalena à Girardot, à 280 m d'altitude  après un parcours total de 375 km.